# Alfredo García Morales
Alfredo García Morales (Montevideo, 7 de marzo de 1881 - 5 de mayo de 1947), fue un abogado, periodista y político uruguayo perteneciente al Partido Nacional y al Partido Nacional Independiente.

## Biografía
Fue hijo del doctor Román García y de Rosario Morales. Su padre, prominente jurista y uno de los fundadores del Partido Nacional, falleció prematuramente por lo cual tuvo que afrontar una dura vida familiar. Se graduó como abogado en la Universidad de la República en 1903 a los 22 años y ejerció la docencia en Economía Política y Finanzas en la Escuela Nacional de Comercio y luego en la Cátedra de la Universidad de la República. A su muerte fue sepultado con honores de Ministro de Estado.

## Vida política
Militó en el Partido Nacional desde su juventud. Participó en la Asamblea General Constituyente de 1916-1917. Fue elegido diputado en 1917 por el departamento de Cerro Largo, siendo sucesivamente reelecto hasta 1928. Fue elegido Senador en 1929; luego integró el Consejo Nacional de Administración en 1931-1933. Ocupó un sillón en el directorio del BROU.
Militó en el Nacionalismo Independiente, cuya Convención presidió y por el cual fue nuevamente diputado en el periodo 1943-1945, y luego candidato a la Presidencia de la República en las elecciones de 1946.

## Vida periodística
Su actuación periodística fue vasta, siendo redactor de los diarios "El Siglo" y "El Plata"  especialmente cubriendo las áreas financieras.